# Teluk Irian
Teluk Irian är en vik i Indonesien.   Den ligger i provinsen Papua, i den östra delen av landet, 3 200 km öster om huvudstaden Jakarta. Tidigare kallades den Geelvink bukten (Nederländska: Geelvinkbaai). Den förste européen i viken var holländaren Jacob Weyland 1705. Delar av bukten tillhör Teluk Cenderawasih National Park. Viken är hem för en bofast befolkning av valhajar .